# Hemkört
Hemkört var en svensk folkmusikgrupp som bildades 1972 i Uppsala.
Gruppen bestod av medlemmarna H.P. Burman, Eva Hallor, Gunnar Skogberg, Olle Westin och Jan Winter. 
Hemkört gav år 1976 ut LP-skivan I ett hörn av trädgården (Subverskivbolaget  SUBLP 1176).